# Väinö Vähäkallio
Väinö Vähäkallio (né Vilander le 16 juin 1886 à Helsinki – mort le 20 mars 1959 à Helsinki) est un architecte finlandais.

## Biographie
En 1905, Väinö Vähäkallio passe son baccalauréat.
En 1909, il obtient son diplôme d'architecte à l'université technique d'Helsinki.
La carrière d'architecte commence avec le mobilier et la décoration d'intérieur.
De 1911 à 1941, il travaille dans son propre cabinet d'architecte.
de 1928 à 1934, il est architecte pour l'Union centrale des coopératives de consommateurs (KK) et de 1936 à 1943 directeur général de la direction des bâtiments de Finlande.
De 1926 à 1928, Väinö Vähäkallio a été membre du conseil d’administration de la direction des bâtiments de Finlande.
Il conçoit l'aménagement intérieur des magasins Elanto, ainsi que pour les bâtiments résidentiels et industriels.
En 1917, pour la coopérative Elanto nouvellement fondée, Väinö Vähäkallio conçoit l'îlot urbain Elanto d'Hämeentie. Plusieurs bâtiments conçus par Vähäkallio y ont été construits, y compris la boulangerie moderne Elanto (1924).
En 1928, le siège d'Elanto est construit, représentant le classicisme de la Hôtel de ville de Stockholm.
De nombreux autres bâtiments conçus par Väinö Vähäkallio ont été construits à Helsinki dans les années 1920, par exemple la piscine d'Yrjönkatu (1928), qui est la première piscine couverte de Finlande.

## Ouvrages
Il a conçu de très nombreux édifices parmi lesquels les plus connus sont :
- Siège d'Osuustukkukauppa (fi) (1933)
- Usines d'Enso-Gutzeit Oy, Kotka
- Usines de Stora Enso à Imatra (fi), Imatra
- Palais de justice d'Helsinki (1936)
- Club finlandais d'Helsinki (fi)

Parmi les autres citons :
- Usine de Kaukopää (Stora Enso) (1935)
- Piscine d'Yrjönkatu (1928)
- Franzénia, Helsinki (1930)
- Lycée de Kallio (1927)
- Maison de Jalo Syvähuoko, rue Stenbäckinkatu (1927)
- Maison Koskilinna de Juho Wiktor Suominen, Nakkila (1928)
- Église de Kytäjä, Hyvinkää (1939)

## Galerie
- Le palais de justice d'Helsinki
- Le palais de justice d'Helsinki
- La gare principale de Turku
- Le quartier général des propriétés du Sénat à Sörnäinen.

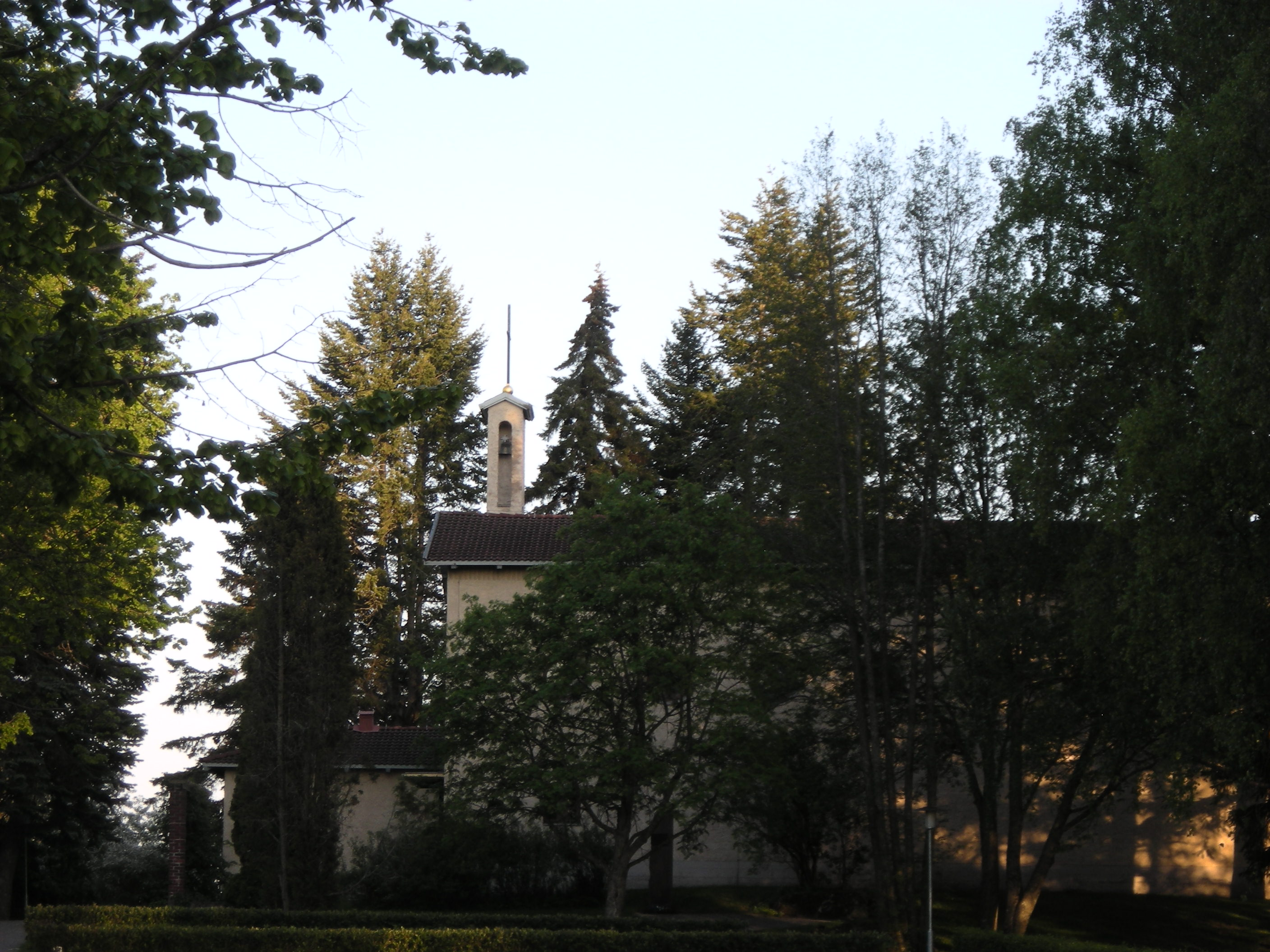
Église de Kytäjä à Hyvinkää.
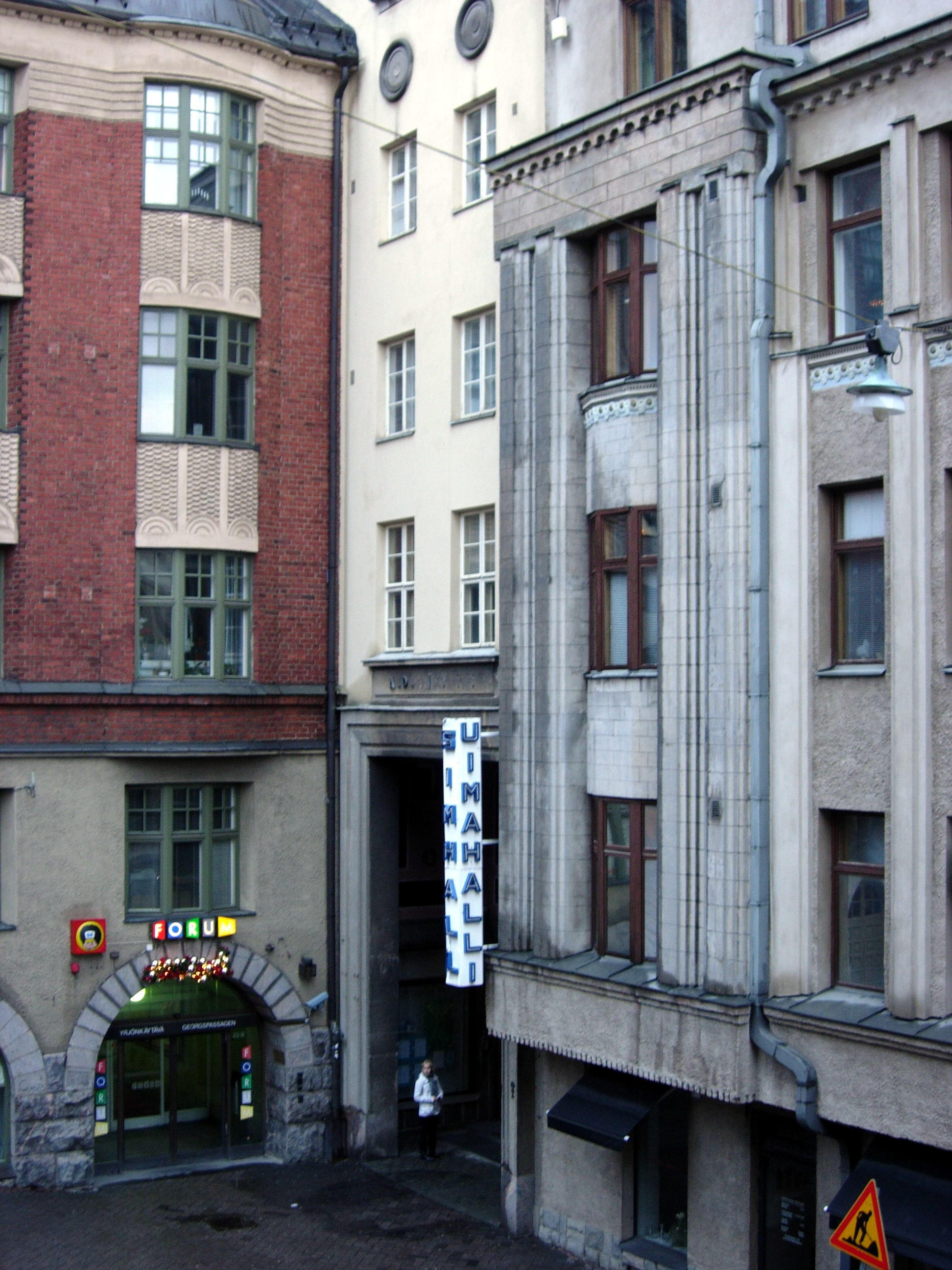
Piscine d'Yrjönkatu.
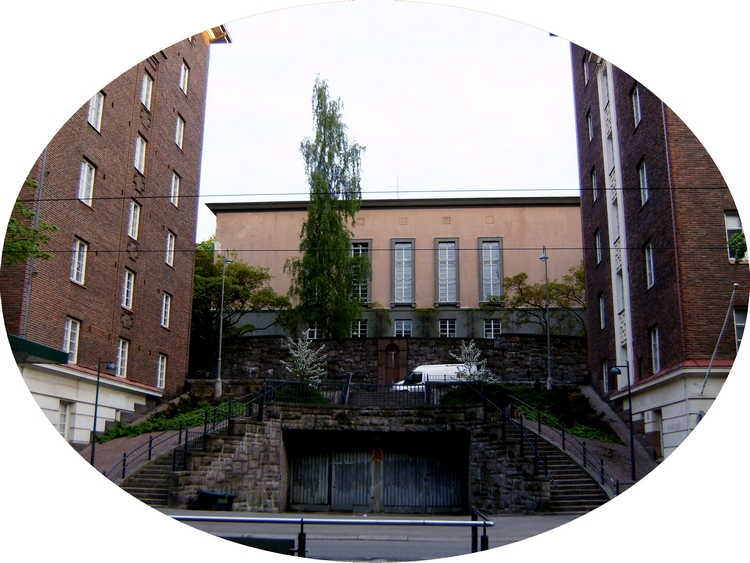
Le bâtiment Franzénia à Torkkelinmäki

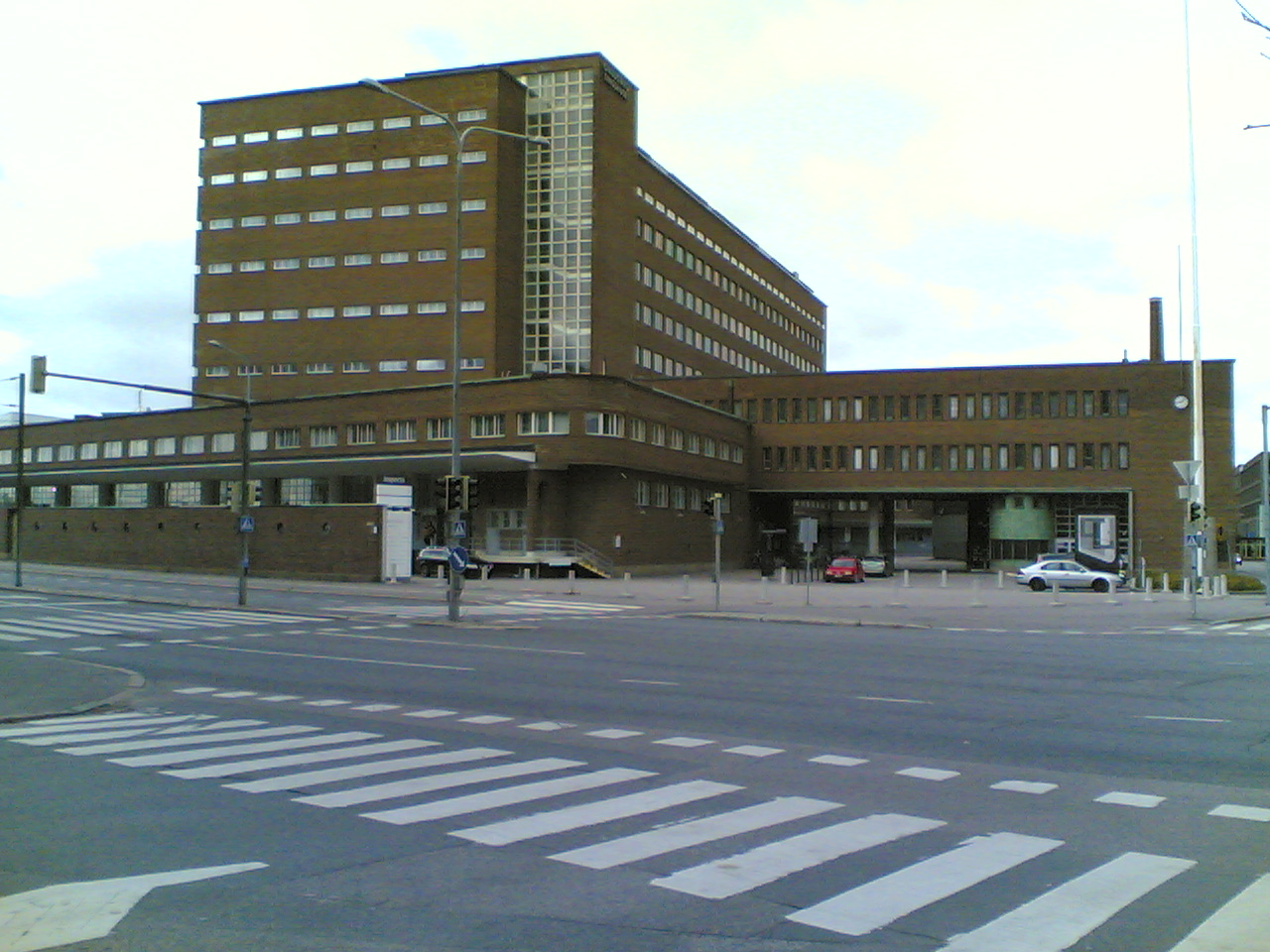
Le palais de justice d'Helsinki
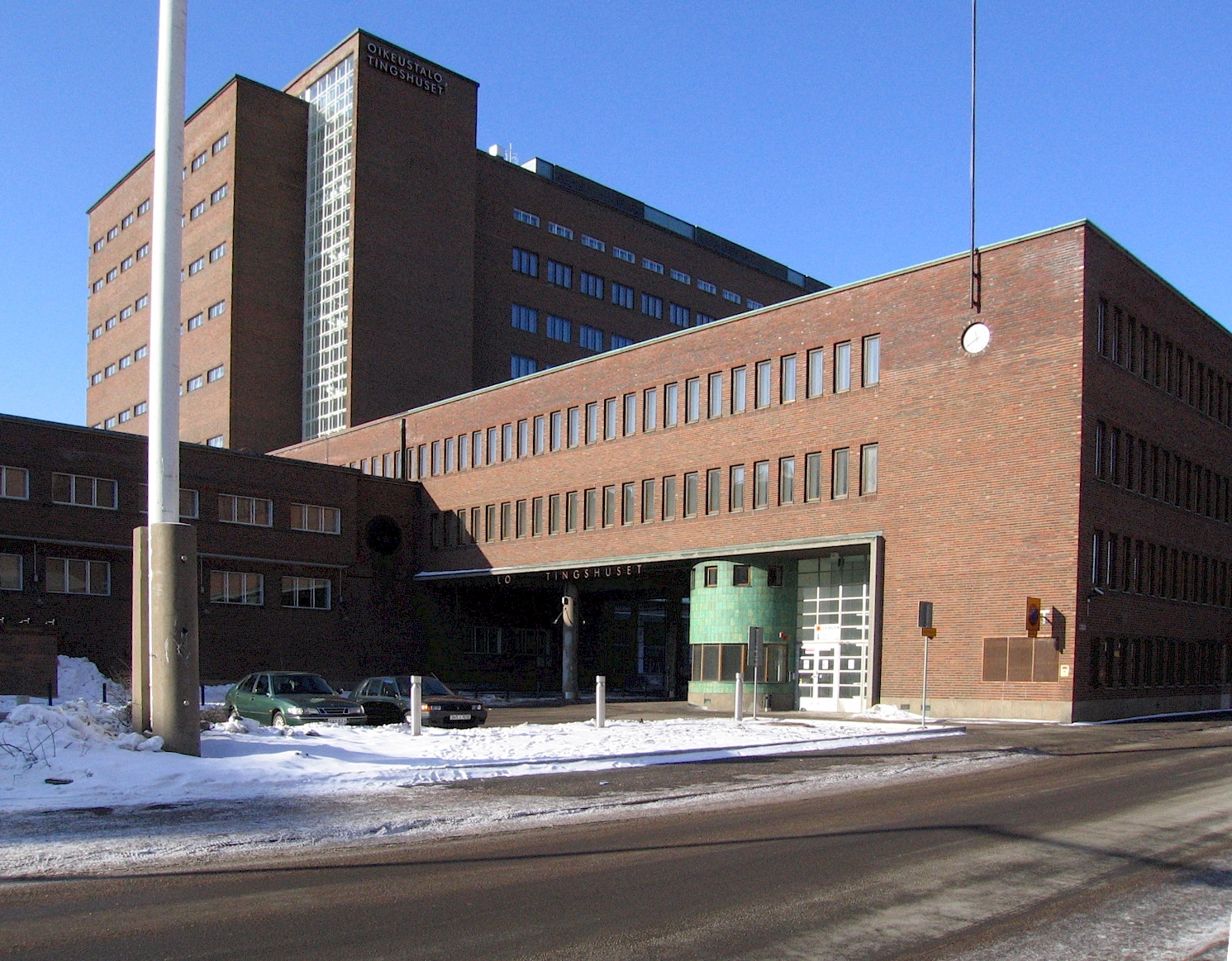
Le palais de justice d'Helsinki
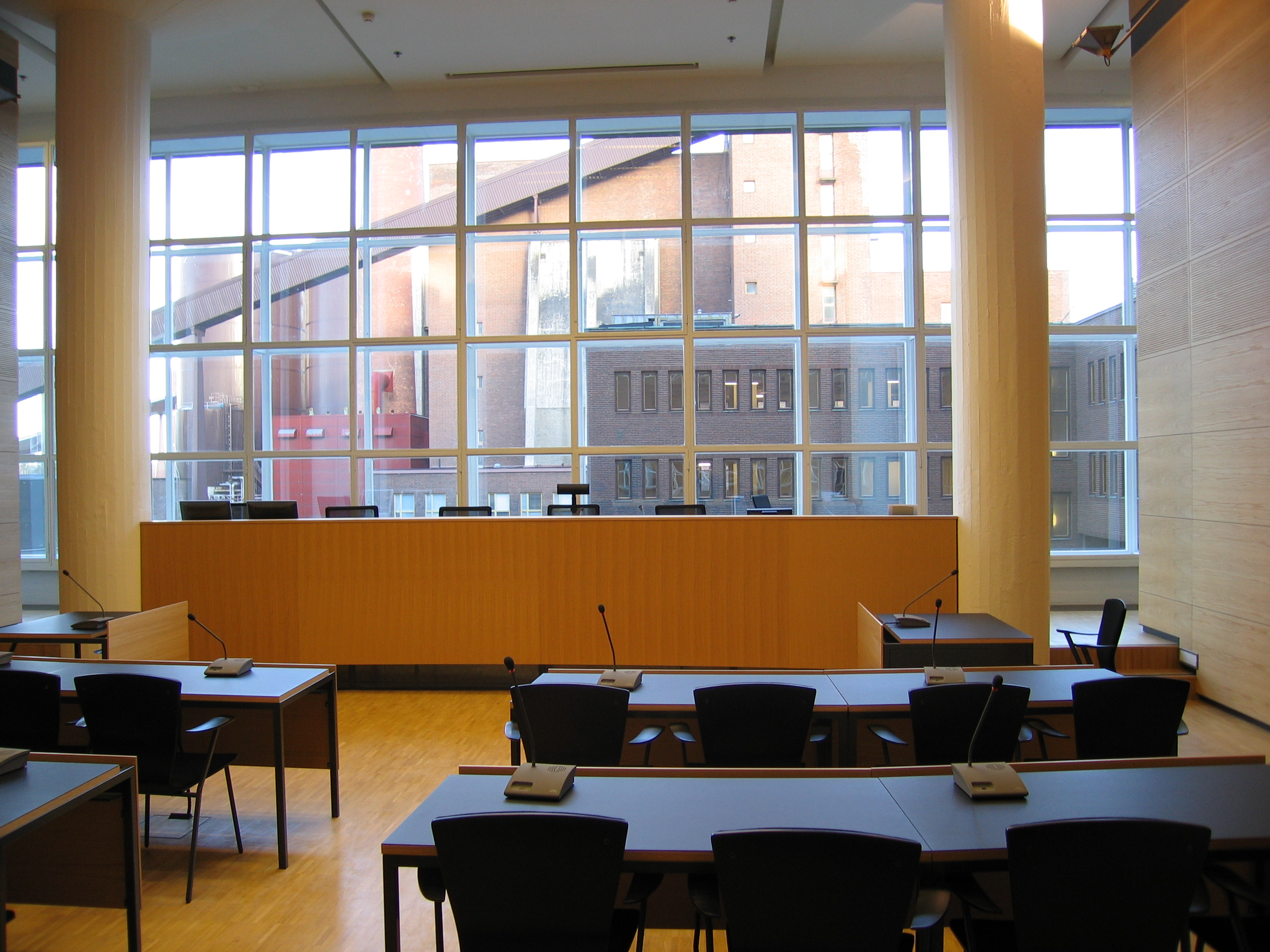
Le palais de justice d'Helsinki
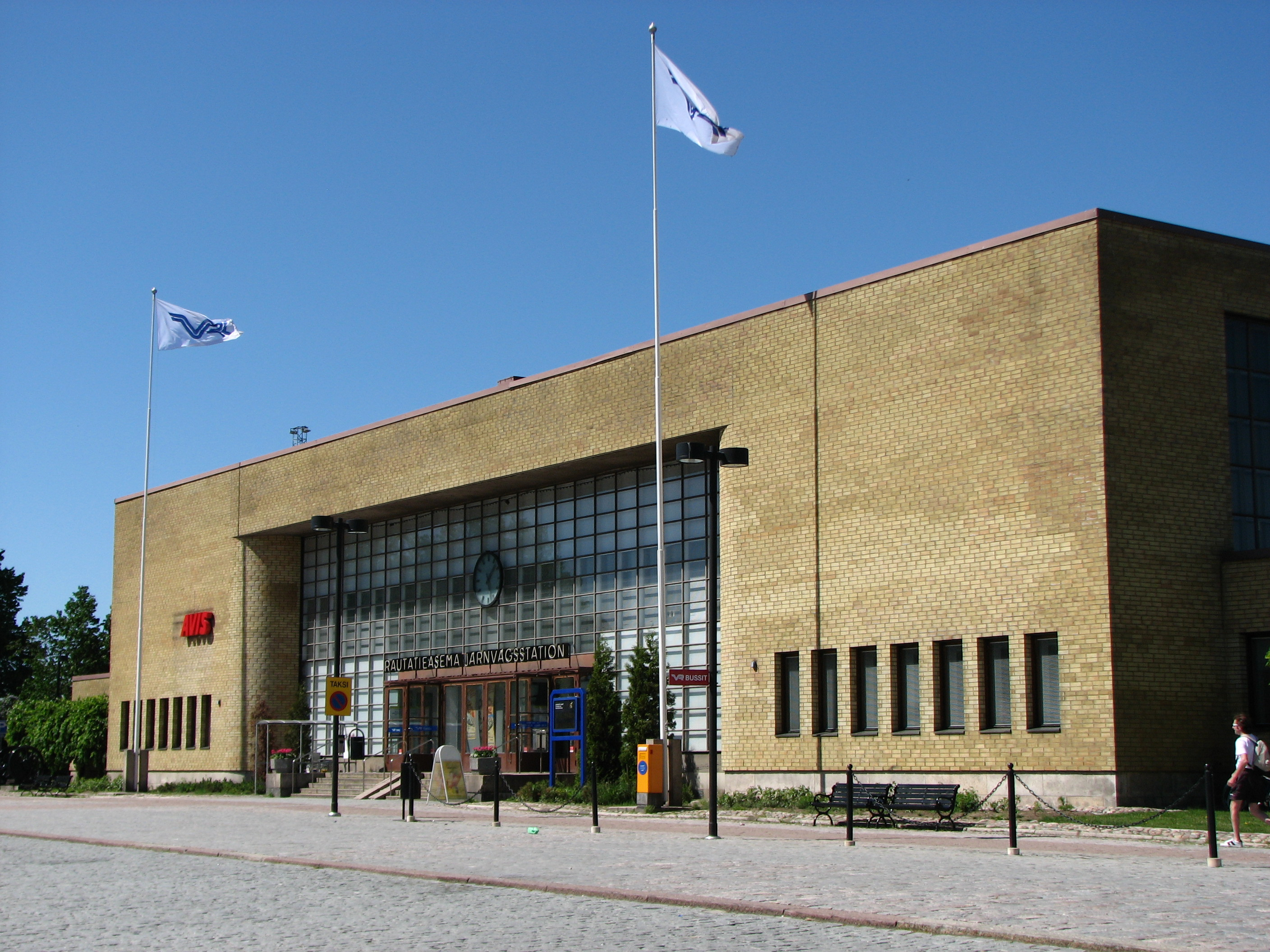
La gare principale de Turku
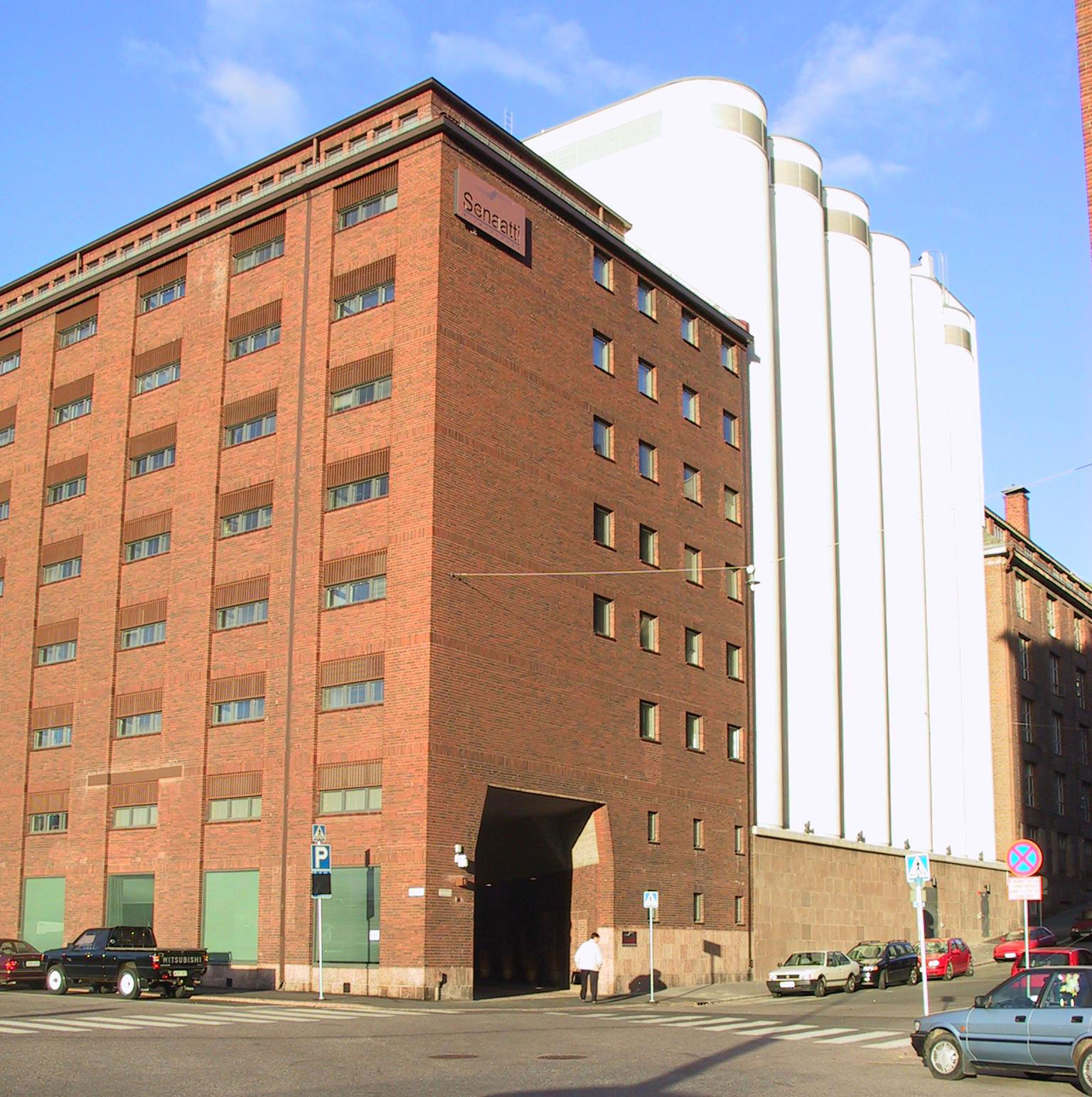
Le quartier général des propriétés du Sénat à Sörnäinen.